# خودکشی در کانادا
سالیانه حدود ۳٬۵۰۰ خودکشی در کشور کانادا اتفاق می‌افتد؛ تنها اندکی کمتر از مرگ به سبب سرطان روده بزرگ و سرطان پستان. خودکشی، هفدهمین عامل مرگ مردان و دهمین عامل مرگ هر دو جنس در این کشور است.

## نرخ خودکشی در گذر زمان
نرخ خودکشی در کانادا از سال ۱۹۲۰ تا کنون تقریباً ثابت بوده‌است؛ به‌طور متوسط ۲۰ مرد و ۵ زن از هر ۱۰۰٬۰۰۰ تن. کانادا در فهرست میزان خودکشی کشورها سی و هشتمین و در فهرست میزان خودکشی کشورهای سازمان همکاری اقتصادی و توسعه، بیستمین کشور می‌باشد.
| ۱۹۵۰ | ۷٫۸  |
| ۱۹۵۱ | ۷٫۴  |
| ۱۹۵۲ | ۷٫۳  |
| ۱۹۵۳ | ۷٫۱  |
| ۱۹۵۴ | ۷٫۲  |
| ۱۹۵۵ | ۷٫۰  |
| ۱۹۵۶ | ۷٫۶  |
| ۱۹۵۷ | ۷٫۵  |
| ۱۹۵۸ | ۷٫۴  |
| ۱۹۵۹ | ۷٫۱  |
| ۱۹۶۰ | ۷٫۶  |
| ۱۹۶۱ | ۷٫۵  |
| ۱۹۶۲ | ۷٫۲  |
| ۱۹۶۳ | ۷٫۶  |
| ۱۹۶۴ | ۸٫۲  |
| ۱۹۶۵ | ۸٫۷  |
| ۱۹۶۶ | ۸٫۶  |
| ۱۹۶۷ | ۹٫۰  |
| ۱۹۶۸ | ۹٫۸  |
| ۱۹۶۹ | ۱۰٫۹ |
| ۱۹۷۰ | ۱۱٫۳ |
| ۱۹۷۱ | ۱۱٫۷ |
| ۱۹۷۲ | ۱۲٫۰ |
| ۱۹۷۳ | ۱۲٫۲ |
| ۱۹۷۴ | ۱۲٫۷ |
| ۱۹۷۵ | ۱۲٫۱ |
| ۱۹۷۶ | ۱۲٫۵ |
| ۱۹۷۷ | ۱۴٫۰ |
| ۱۹۷۸ | ۱۳٫۴ |
| ۱۹۷۹ | ۱۳٫۹ |
| ۱۹۸۰ | ۱۳٫۷ |
| ۱۹۸۱ | ۱۳٫۷ |
| ۱۹۸۲ | ۱۴٫۰ |
| ۱۹۸۳ | ۱۴٫۸ |
| ۱۹۸۴ | ۱۳٫۴ |
| ۱۹۸۵ | ۱۲٫۶ |
| ۱۹۸۶ | ۱۴٫۱ |
| ۱۹۸۷ | ۱۳٫۶ |
| ۱۹۸۸ | ۱۳٫۱ |
| ۱۹۸۹ | ۱۲٫۸ |
| ۱۹۹۰ | ۱۲٫۲ |
| ۱۹۹۱ | ۱۲٫۸ |
| ۱۹۹۲ | ۱۳٫۱ |
| ۱۹۹۳ | ۱۳٫۳ |
| ۱۹۹۴ | ۱۲٫۹ |
| ۱۹۹۵ | ۱۳٫۵ |
| ۱۹۹۶ | ۱۲٫۳ |
| ۱۹۹۷ | ۱۲٫۳ |
| ۱۹۹۸ | ۱۲٫۳ |
| ۱۹۹۹ | ۱۳٫۴ |
| ۲۰۰۰ | ۱۱٫۸ |
| ۲۰۰۱ | ۱۱٫۹ |
| ۲۰۰۲ | ۱۱٫۶ |
| ۲۰۰۳ | ۱۱٫۹ |
| ۲۰۰۴ | ۱۱٫۳ |
| ۲۰۰۵ | ۱۱٫۶ |
| ۲۰۰۶ | ۱۰٫۸ |
| ۲۰۰۷ | ۱۱٫۰ |
| ۲۰۰۸ | ۱۱٫۱ |
| ۲۰۰۹ | ۱۱٫۵ |

## مردم نگاری و مکان‌ها
متوسط بیشترین نرخ خودکشی از سال ۲۰۰۰ تا ۲۰۰۷ در کانادا متعلق بوده‌است به قلمرو نوناووت و از گروه سنی ۴۵ تا ۴۹ سال.

### بر پایه جنسیت
مردان کانادایی دو بار در زندگیشان ممکن است با احتمال ارتکاب خودکشی برخورد کنند؛ در اواخر دهه چهلم یا نود سالگی بع بعد. در حالی که این احتمال برای زنان این کشور تنها در اوایل دهه پنجاه عمر ممکن است اتفاق بیفتد. این احتمالات برای مردان ۵۳٪ و برای زنان ۷۲٪ بیشتر از حد معمول است.

## نرخ خودکشی، تمامی سنین، بین سال‌های ۲۰۰۰ تا ۲۰۰۷, بر اساس استان یا ناحیه
متوسط مرگ و میر استاندارد شده در هر ۱۰۰٬۰۰۰ تن
|                      | هر دو جنس | مردان  | زنان  |
| -------------------- | --------- | ------ | ----- |
| کانادا               | ۱۰٫۹۰     | ۱۷٫۰۴  | ۴٫۹۶  |
| آلبرتا               | ۱۳٫۱۳     | ۱۹٫۸۱  | ۶٫۴۱  |
| بریتیش کلومبیا       | ۹٫۷۳      | ۱۴٫۹۵  | ۴٫۶۸  |
| مانیتوبا             | ۱۲٫۰۴     | ۱۸٫۰۴  | ۶٫۱۳  |
| نیو برونزیک          | ۱۱٫۹۵     | ۱۹٫۷۸  | ۴٫۳۸  |
| نیوفاندلند و لبُرادور | ۸٫۵۴      | ۱۴٫۷۵  | ۲٫۵۴  |
| نواحی شمال غربی      | ۱۸٫۶۶     | ۳۲٫۳۵  | ۴٫۹۹  |
| نوا اِسکوشیا          | ۹٫۲۹      | ۱۵٫۵۸  | ۳٫۳۴  |
| نوناووت              | ۷۱٫۰۰     | ۱۱۳٫۶۹ | ۲۶٫۲۶ |
| اونتاریو             | ۷٫۸۶      | ۱۲٫۱۶  | ۳٫۸۰  |
| پرنس ادوارد آیلند    | ۸٫۸۶      | ۱۴٫۹۴  | ۳٫۰۱  |
| کِبِک                  | ۱۵٫۲۰     | ۲۴٫۰۵  | ۶٫۵۳  |
| ساسکاچوان            | ۱۱٫۴۶     | ۱۷٫۸۳  | ۵٫۱۹  |
| یوکان                | ۱۵٫۳۰     | ۲۶٫۸۴  | ۳٫۹۱  |

## نرخ خودکشی، همه کانادایی‌ها، بین سال‌های ۲۰۰۰ تا ۲۰۰۷, برپایه سن مرگ
متوسط استاندارد شده سن مرگ در هر ۱۰۰٬۰۰۰ تن
|             | هر دو جنس | مردان | زنان |
| ----------- | --------- | ----- | ---- |
| همه سنین    | ۱۱٫۴۸     | ۱۷٫۸۱ | ۵٫۲۴ |
| ۱–۴         | ۰٫۰۰      | ۰٫۰۰  | ۰٫۰۰ |
| ۵–۱۰        | ۰٫۰۱      | ۰٫۰۱  | ۰٫۰۰ |
| ۱۰–۱۴       | ۱٫۶۱      | ۱٫۷۱  | ۱٫۵۴ |
| ۱۵–۱۹       | ۹٫۵۳      | ۱۳٫۷۵ | ۵٫۰۶ |
| ۲۰–۲۴       | ۱۳٫۲۴     | ۲۰٫۸۴ | ۵٫۲۶ |
| ۲۵–۲۹       | ۱۲٫۱۵     | ۱۹٫۲۶ | ۴٫۸۸ |
| ۳۰–۳۴       | ۱۳٫۰۹     | ۲۰٫۴۸ | ۵٫۶۰ |
| ۳۵–۳۹       | ۱۵٫۷۶     | ۲۴٫۳۶ | ۷٫۰۰ |
| ۴۰–۴۴       | ۱۶٫۵۶     | ۲۵٫۴۹ | ۷٫۵۶ |
| ۴۵–۴۹       | ۱۷٫۸۶     | ۲۶٫۹۶ | ۸٫۷۸ |
| ۵۰–۵۴       | ۱۷٫۲۶     | ۲۵٫۶۳ | ۹٫۰۳ |
| ۵۵–۵۹       | ۱۴٫۹۹     | ۲۲٫۹۸ | ۷٫۱۵ |
| ۶۰–۶۴       | ۱۲٫۳۱     | ۱۹٫۴۰ | ۵٫۴۶ |
| ۶۵–۶۹       | ۱۰٫۷۳     | ۱۶٫۵۰ | ۵٫۳۳ |
| ۷۰–۷۴       | ۱۰٫۳۸     | ۱۷٫۵۴ | ۴٫۲۰ |
| ۷۵–۷۹       | ۱۱٫۳۳     | ۲۱٫۳۰ | ۳٫۸۴ |
| ۸۰–۸۴       | ۹٫۷۶      | ۱۹٫۷۴ | ۳٫۵۵ |
| ۸۵–۸۹       | ۱۰٫۸۰     | ۲۵٫۷۴ | ۳٫۴۳ |
| ۹۰ and over | ۹٫۶۴      | ۲۷٫۸۴ | ۳٫۲۱ |